# Szlak turystyczny im. Marii Konopnickiej „Krasnoludki są na świecie”
Szlak turystyczny im. Marii Konopnickiej „Krasnoludki są na świecie”, česky lze pželožit jako Turistická stezka Marie Konopnické „Trpaslíci jsou na světě” nebo Turistická stezka Marie Konopnické „Krásnolidé jsou na světě”, je naučná stezka ve městě Suwałki v Podleském vojvodství v severovýchodním Polsku.

## Historie a popis trasy
Stezka je známá 10 bronzovými plastikami wrocławských trpaslíků (tzv. Wrocławskie krasnale, což jsou tzv. Ludkové/Krasnoludkové) instalovaných na osmi místech Suwałek. Jsou to plastiky postaviček z pohádky O krasnoludkach i o sierotce Marysi, kterou napsala místní rodačka Maria Stanisława Konopnicka (1842–1910). Předlohou pro cca 0,3 m vysoké plastiky byly knižní ilustrace od polského malíře Jana Marcina Szancera (1902–1973). Plastiky/postavičky mají jména Koszałek Opałek, Król Błystek, Kocie Oczko, Pakuła, Mikuła, Pietrzyk, Sikorek, Modraczek, Żagiewka a Podziomek łasuch.
Stezka byla postavena v listopadu 2013 se spolufinancováním z Evropského fondu pro regionální rozvoj a vede kolem nejvýznamnějších kulturních, turistických a sportovních míst Suwałek, a to od Aquaparku Suwałki na severu, přes náměstí Plac im. Marii Konopnickiej s památníkem Marii Konopnické až k fotbalovému stadionu klubu Wigry Suwałki na jihu.

### Citát
Název stezky byl odvozen z prologu výše zmiňované pohádky:
| „                             | Czy to bajka, czy nie bajka, Myślcie sobie, jak tam chcecie. A ja przecież wam powiadam: Krasnoludki są na świecie! | Je to pohádka, nebo není pohádka, Myslete si, co chcete. Ale já vám přeci jen říkám: Krásnolidé jsou na světě! | “ |
| — Maria Stanisława Konopnicka | | |   |

## Další informace
V Lodžském vojvodství existuje naučná stezka podobného jména Szlak pieszy im. Marii Konopnickiej, která je také zaměřena na Marii Konopnickou.

## Galerie

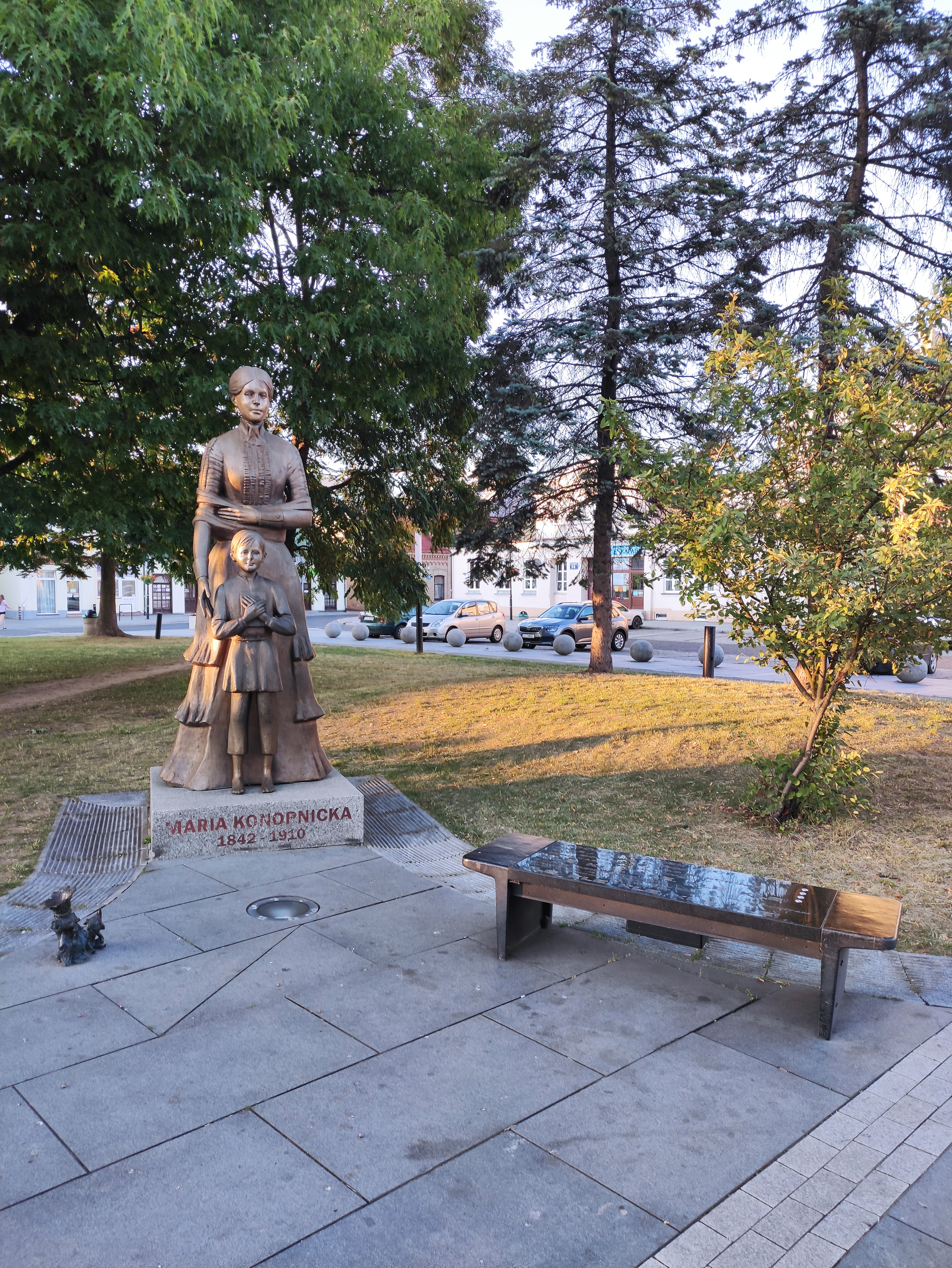
Památník Marii Konopnické a jeho okolí
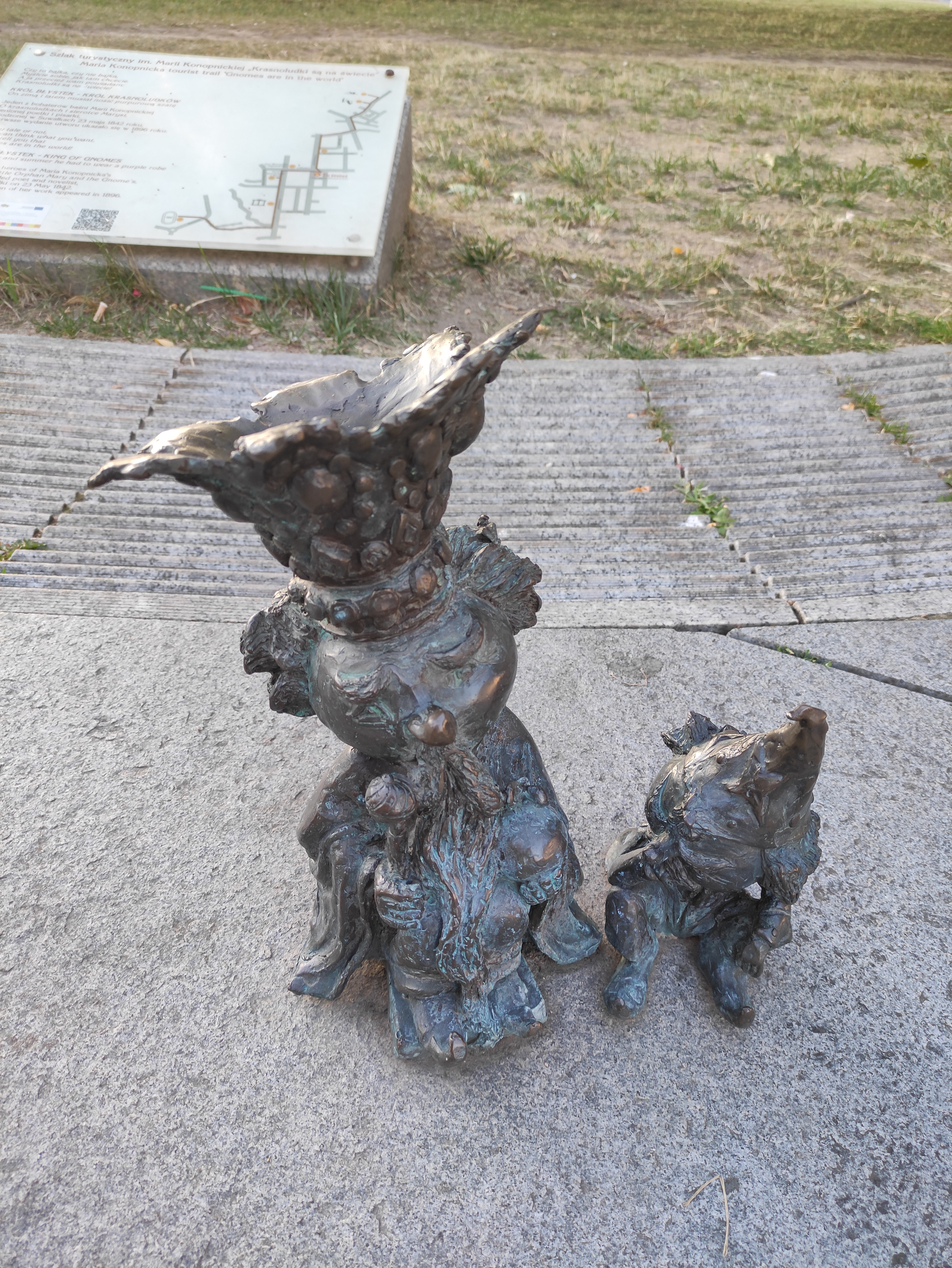
Krasnoludkové u památníku Marii Konopnické
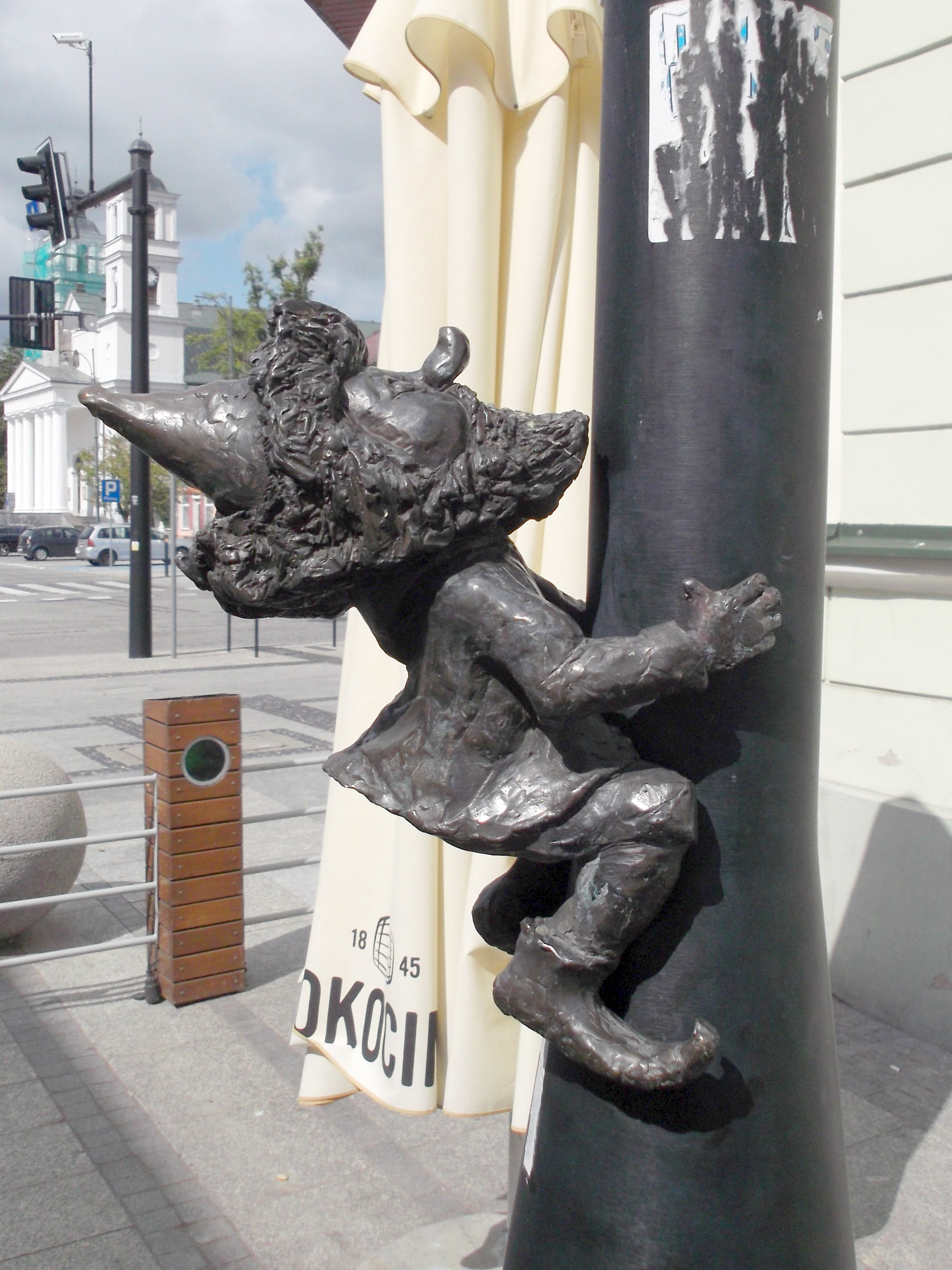
Krasnoludek umístěný na sloupu